# Cleora celebesa
Cleora celebesa är en fjärilsart som beskrevs av Debauche 1941. Cleora celebesa ingår i släktet Cleora och familjen mätare. Inga underarter finns listade i Catalogue of Life.